# سيبوسيسو دلاميني
سيبوسيسو دلاميني (1 سبتمبر 1980 بمبابان في إسواتيني - ) هو لاعب كرة قدم إسواتيني في مركز الهجوم. لعب مع ماميلودي صن داونز ونادي بلاك ليوباردز ونادي كايزر تشيفز ونادي مبومالانجا بلاك أسأت وموروكا سوالوز.

## وصلات خارجية
- سيبوسيسو دلاميني على موقع الاتحاد الدولي (مؤرشف)  (الإنجليزية)
- سيبوسيسو دلاميني على موقع قاعدة بيانات كرة القدم.إي يو (الإنجليزية)
- سيبوسيسو دلاميني على موقع ناشيونال فوتبول تيمز (الإنجليزية)